# Thomas Keen
Thomas Keen (Cambridgeshire, 16 giugno 2001) è un mezzofondista britannico.

## Palmarès
| Anno | Manifestazione    | Sede      | Evento          | Risultato | Prestazione | Note |
| ---- | ----------------- | --------- | --------------- | --------- | ----------- | ---- |
| 2018 | Europei U18       | Győr      | 3000 m piani    | Oro       | 8'27"38     |      |
| 2019 | Europei U20       | Borås     | 1500 m piani    | Batteria  | 357"74      |      |
| 2024 | Mondiali di cross | Belgrado  | Staffetta mista | Bronzo    | 23'00"      |      |
| 2025 | Europei indoor    | Apeldoorn | 1500 m piani    | Batteria  | 3'40"10     |      |

## Campionati nazionali
2017
- 4º ai campionati britannici under-20, 3000 m piani - 8'30"54

2018
- Argento ai campionati britannici under-20, 1500 m piani - 3'55"59

2019
- Argento ai campionati britannici under-20, 1500 m piani - 3'55"68

2020
- Argento ai campionati britannici indoor, 1500 m piani - 3'52"40

2021
- 5º ai campionati britannici under-23, 1500 m piani - 3'42"32

2022
- 8º ai campionati britannici, 1500 m piani - 3'45"99

2023
- 7º ai campionati britannici, 1500 m piani - 3'47"58

2024
- 5º ai campionati britannici, 1500 m piani - 3'39"98

2025
- Argento ai campionati britannici indoor, 1500 m piani - 3'39"75

## Altre competizioni internazionali
2021
- 10º al British Grand Prix ( Gateshead), 1500 m piani - 3'45"97